# Ulrich Wenner
Ulrich Wenner (* 27. Mai 1956 in Mülheim an der Ruhr) ist ein deutscher Rechtswissenschaftler. Er war von 1995 bis 2022 Richter am Bundessozialgericht, seit Juli 2008 als Vorsitzender Richter.

## Werdegang
Ulrich Wenner studierte an der Rheinischen Friedrich-Wilhelms-Universität Bonn Rechtswissenschaft und bestand 1979 in Köln das Erste Juristische Staatsexamen und im Sommer 1983 auch das Zweite Staatsexamen. Bis Ende 1984 war er am Institut für Kirchenrecht der Universität in Bonn beschäftigt, wo er 1985 zum Thema Sperrklauseln im Wahlrecht der Bundesrepublik Deutschland promovierte. 1985 begann seine Karriere in der Sozialgerichtsbarkeit am Sozialgericht Dortmund. Von Oktober 1986 bis September 1987 war er hierbei an das Ministerium für Arbeit, Gesundheit und Soziales und von August 1990 bis Januar 1992  an das Landessozialgericht Nordrhein-Westfalen abgeordnet. An die Abordnung an das Landessozialgericht schloss sich die Ernennung zum Richter am Landessozialgericht an.
Ulrich Wenner wurde im Juli 1995 zum Richter am Bundessozialgericht ernannt. Er gehört seither dem 6. Senat des Gerichtes an, der sich mit dem Vertragsarzt- und dem Vertragszahnarztrecht befasst. Im Juni 1997 wurde er der stellvertretende Vorsitzende und im Juli 2008 der Vorsitzende des 6. Senates. Ulrich Wenner gehört ferner seit Januar 1999 dem Präsidium des Bundessozialgerichtes an. Er löste dabei Klaus Engelmann als Vorsitzenden ab, seine Ernennung wurde als Beitrag zur Kontinuität der höchstrichterlichen Rechtsprechung zum Vertragsarztrecht gewertet. Wenner trat am 31. März 2022 in den Ruhestand.
Ulrich Wenner befasst sich auch in mehreren Veröffentlichungen wissenschaftlich mit sozialrechtlichen Fragen. Er gehört seit 2003 dem Gremium an, welches den Kölner Sozialrechtspreis vergibt, und wurde im Juli 2008 zum Honorarprofessor an der Universität Frankfurt am Main ernannt.

## Werke
- mit Franz Terdenge, Karen Krauß: Grundzüge der Sozialgerichtsbarkeit. Erich Schmidt Verlag, Berlin 2005. 3., neu bearbeitete und erweiterte Auflage, ISBN 978-3-503-08399-2.
- Vertragsarztrecht nach der Gesundheitsreform, C. H. Beck, München 2008, ISBN 978-3-406-57512-9.